# Rita Hayworth
Pour les articles homonymes, voir Hayworth.
Margarita Carmen Cansino, dite Rita Hayworth [ˈɹiːtə ˈheɪwɝθ], est une actrice et danseuse américaine née le 17 octobre 1918 à New York et morte le 14 mai 1987 dans la même ville. 
Elle est l'un des grands sex-symbols féminins des années 1940 et l'une des plus grandes stars de l'âge d'or d'Hollywood, apparaissant dans 61 films au total durant une carrière de 37 ans. Surnommée la « déesse de l'amour » par la presse, elle est la pin-up préférée des GI durant la Seconde Guerre mondiale.
Hayworth est peut-être surtout connue pour son rôle principal dans le film noir Gilda de 1946, aux côtés de Glenn Ford, dans lequel elle est l'incarnation de la femme fatale dans son premier grand rôle dramatique. Elle est également connue pour ses rôles dans Seuls les anges ont des ailes (1939), La Blonde framboise (1941), Arènes sanglantes (1941), La Dame de Shanghai (1947), La Blonde ou la Rousse (1957), et Tables séparées (1958). Fred Astaire, avec qui elle tourna deux films, L'amour vient en dansant (1941) et Ô toi ma charmante (1942), l'a un jour citée comme sa partenaire de danse préférée. Elle a aussi joué dans la comédie musicale en Technicolor La Reine de Broadway (1944), avec Gene Kelly. Elle figure parmi les 25 plus grandes actrices de tous les temps dans le classement AFI's 100 Years... 100 Stars de l'American Film Institute.
Pour sa contribution à l'industrie cinématographique, elle reçoit une étoile sur le Hollywood Walk of Fame au 1645 Vine Street en 1960.
En 1980, elle est diagnostiquée d'un stade précoce de la maladie d'Alzheimer, ce qui contribue à sa mort en 1987 à l'âge de 68 ans. La divulgation publique et le débat sur sa maladie attirent l'attention sur la maladie d'Alzheimer et contribuent à augmenter le financement public et privé de la recherche sur la maladie.

## Biographie

### Famille
Margarita Carmen Cansino naît le 17 octobre 1918 dans le quartier de Brooklyn à New York. Elle est l’aînée de deux jeunes frères.
Son père, Eduardo Cansino, danseur assez célèbre, est d’origine sévillane. Le père d’Eduardo, Don Antonio Cansino, a parcouru le monde avec des représentations qui ont conquis des foules entières avant de s'installer aux États-Unis. Il a fondé avec certains de ses enfants une troupe populaire de danseurs de flamenco, les « Dancing Cansinos », le charme latin étant alors à la mode aux États-Unis. Don Antonio oblige son fils aîné Eduardo à faire de la danse, alors que celui-ci nourrit le rêve de devenir matador.
À la suite du décès de deux de ses filles, Don Antonio rentre en Espagne avec sa famille et se consacre uniquement à l’enseignement de la danse.
Par la suite Elisa, une autre de ses filles, monte un numéro de danse avec Eduardo, son frère. Ils embarquent tous les deux en janvier 1913 pour les États-Unis et parcourent ainsi le pays avec ce nouveau numéro dansé qui devient renommé et se révèle particulièrement lucratif.
La mère de Rita, Volga, née Hayworth, elle-même danseuse, notamment pour les Ziegfeld Follies, est fille d’acteurs anglo-irlandais. Elle avait fui le domicile de ses parents, bien décidée à monter sur les planches. Très vite, elle rencontre Eduardo et décide de le suivre dans ses tournées. Ils se marient en 1917.

### Ses premiers pas de danseuse

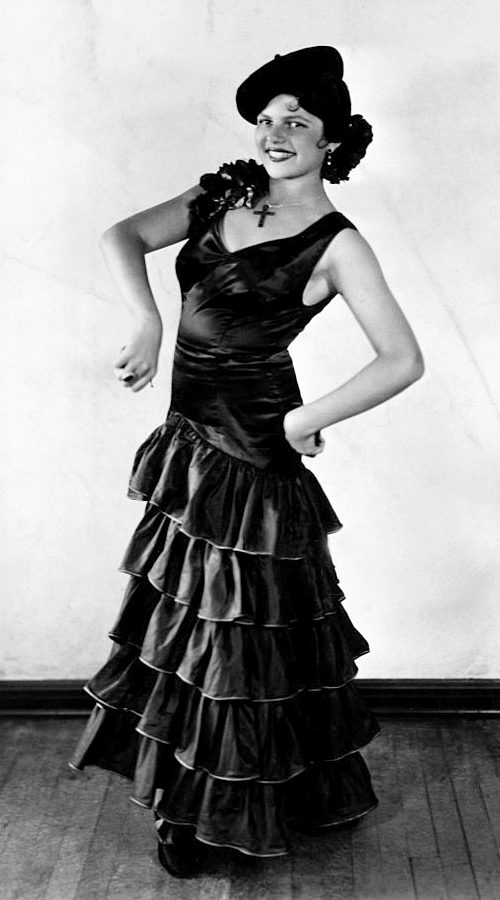
À l'âge de 12-13 ans, Rita Hayworth en danseuse professionnelle avec les « Dancing Cansinos » (1931).

Dès ses premières années, Rita Hayworth se produit dans la troupe familiale des « Dancing Cansinos » et danse notamment à quatre ans avec éventail et castagnettes, à l’occasion d’un récital au Carnegie Hall. « J'avais quatre ans lorsque je suis montée pour la première fois sur une scène. Celle du Carnegie Hall. Mon père et ma tante Eliza s'y produisaient en une époque heureuse dans cette Amérique d'après-guerre. Ma prestation consistait à jouer des castagnettes et à danser du flamenco dans un numéro spécialement mis au point pour moi par mon grand-père Don Antonio. Je ne me souviens plus si j'ai été applaudie… Je l'ai sûrement été car le public est toujours indulgent pour les enfants. »
Son père exige d’elle un travail intense et lui impose des cours de danse rigoureux et particulièrement contraignants.

« Travailler, travailler, c’est le seul mot que j’ai entendu pendant mon enfance, confiera plus tard la star Rita Hayworth. Mes parents m’ont appris à danser avant que je marche... »

Rita Hayworth est alors d’une nature réservée, obéissante et d’une timidité maladive.
Avec l’arrivée du parlant, l’âge d’or du music-hall se termine et leurs spectacles ne font plus recette, tant et si bien que le groupe se dissout. Eduardo quitte New York, entasse sa famille dans une roulotte et part au hasard des routes. Persuadé que l’avenir est aux comédies musicales, il prend la direction de Los Angeles, espérant poursuivre sa carrière au cinéma, les "latin-lovers" étant toujours à la mode. Mais réussir à Hollywood n’est pas facile ; il fonde alors une école de danse en 1929, à l’angle de Sunset Boulevard et de Vine Boulevard ; c’est un succès. Margarita y perfectionne son apprentissage et sera danseuse professionnelle dès l'âge de douze ans.
Le krach boursier de Wall Street vient ébranler l’entente familiale et ses finances, et met l'école de danse en danger. Eduardo perd ses économies dans de mauvais placements. Et les Cansino, bohèmes dans l’âme, repartent sur les routes dans leur roulotte dès la première offre intéressante. Eduardo pousse sa fille à suivre ses cours de danse, et elle se révèle la plus disposée à prendre la relève.

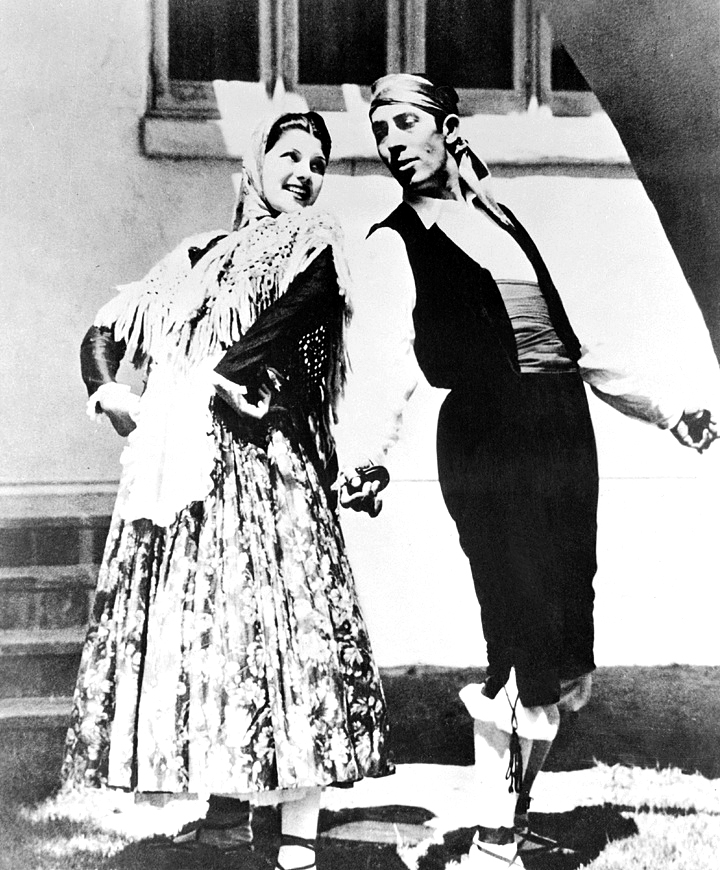
Margarita, 14 ans, avec son père et partenaire de danse, 1933.

Les besoins financiers se faisant sentir, Eduardo remonte ses anciens numéros de danse, met sur pied des spectacles et décide de prendre sa fille, alors âgée de treize ans, comme partenaire attitrée : les « Dancing Cansinos » ressuscitent. Ils dansent des versions modernes du tango espagnol et du boléro, elle, se vieillissant, lui, se rajeunissant, arrivant même à passer pour un couple. Leur succès est inouï. Margarita travaille beaucoup, jusqu’à vingt shows par semaine, dans des night-clubs, à Hollywood comme à Agua Caliente (Tijuana, frontière du Mexique) ou à Santa Monica, Long Beach…
Rita Hayworth prend cette nouvelle vie comme un privilège de se retrouver avec son père, qu’elle admire, mais elle va vite déchanter : alcoolique, il devient tyrannique, violent et, comme elle le confiera plus tard à Orson Welles, son second mari, elle subira des relations incestueuses. 
En tournée sur des casinos flottants, son père la viole tous les soirs. Les conséquences psychologiques seront désastreuses pour Rita et se feront toujours sentir dans sa vie et dans ses relations chaotiques avec les hommes.
Pourtant, malgré ces abus, sa réserve et sa timidité maladive, Rita Hayworth apparaît sur scène comme une femme sensuelle dotée d’une grâce et d’une prestance naturelles. Si elle est réservée et introvertie dans sa vie privée, elle s’épanouit dès qu’elle se trouve sous le feu des projecteurs. Lors de ses représentations dans les night-clubs, Eduardo ne manque pas de la présenter à tous ceux qui comptent à Hollywood, avec le secret espoir de décrocher un contrat de cinéma.

### De la figurante à la starlette

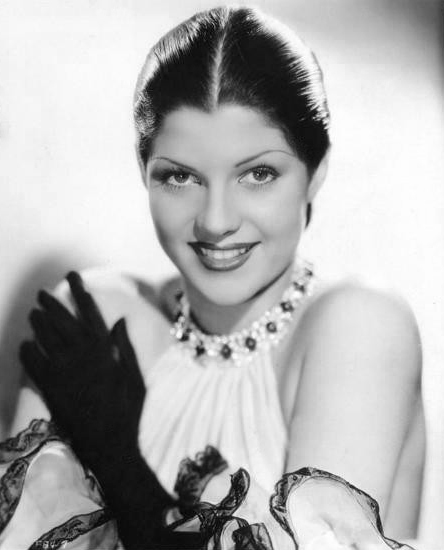
Rita Hayworth en 1935.

Ainsi, en 1933, les studios Warner Bros. lui font passer un bout d'essai mais ne la retiennent pas, la jugeant trop ronde et de front trop étroit. D’autres la trouvent trop brune ou d'une allure qui ne convient pas.
C’est Winfield Sheehan, vice-président de la Fox Film Corporation, qui remarque l’adolescente de quinze ans « à la timidité qui faisait peine à voir » lors d’un passage à Tijuana. Il assiste au numéro de Rita Hayworth et, séduit par son charme et sa silhouette, lui fait passer des essais au studio de la Fox sur Western Avenue à Hollywood. Les tests sont plus que concluants, et Sheehan lui fait signer un contrat à condition qu’elle change son prénom en Rita, qu’elle suive un régime et qu'elle prenne des leçons de diction et de maintien.
Elle tourne très vite un court métrage et danse dans un de ses premiers films, L'Enfer (1935), aux côtés de Spencer Tracy, film dont Eduardo sera d’ailleurs l’un des chorégraphes. Elle apparaît dans plusieurs films de série B : Under the Pampas Moon, Charlie Chan en Égypte, Human Cargo dans lesquels elle incarne des filles exotiques, mexicaine, égyptienne ou russe. Mais Sheehan a un projet d’envergure et veut faire de Rita une vedette grâce à un nouveau film, Ramona, avec pour elle un premier grand rôle.
Mais la Fox connaît de sérieuses difficultés et lorsqu’elle fusionne avec la 20th Century Pictures pour devenir la 20th Century Fox, le nouveau producteur en chef Darryl F. Zanuck se débarrasse de Sheehan et décide de retravailler tous les projets de ce dernier. Il remplace Rita Hayworth par Loretta Young pour le film Ramona (1936) alors qu’elle avait déjà travaillé le rôle. De plus, il la libère de son contrat, geste qu’il regrettera des années plus tard. Quand le studio lui signifie par téléphone qu’elle n’a plus à mettre les pieds à la Fox, Rita Hayworth est désespérée.
« Naturellement, j’ai pleuré et crié et j’ai juré que je leur montrerai qu’ils avaient fait une terrible erreur, j’ai décidé que je deviendrai célèbre et qu’ils le regretteraient. »
C’est à ce moment-là qu’elle rencontre Edward C. Judson, un obscur homme d'affaires arriviste qui, après avoir visionné les rushes du film Ramona, propose à Rita Hayworth, fragilisée par la perte de son contrat, de s’occuper de sa carrière pour tenter de la propulser dans le cinéma. Très vite, il lui trouve des contrats dans des sociétés de petite envergure qui produisent des films de série B : elle tourne un petit rôle dans Meet Nero Wolfe pour la Columbia, deux westerns pour la Crescent Pictures Corporation et deux autres pour la Republic Pictures et la Boots and Saddles Pictures.
Étouffée par son père et sa mère devenue alcoolique, Rita Hayworth prend ses distances avec sa famille et, en 1937, à 19 ans, épouse Judson, de vingt ans son aîné, ce qui lui permet d'échapper à l’enfer familial. Judson se substitue totalement au père de la jeune starlette, toute docile. Dès lors, Judson la métamorphose. Il lui fait prendre des cours de diction, la persuade de changer totalement sa façon de se vêtir, de se mettre à la diète, d’avoir recours à la chirurgie esthétique pour creuser l’ovale de son visage (en arrachant des molaires). Rita Hayworth est trop brune et trop typée. Après des semaines de séances d’électrolyse pour redessiner l’implantation de ses cheveux, il les lui fait teindre en auburn.
Poursuivant ses plans, il la présente entre-temps à Harry Cohn, le patron de la Columbia Pictures qu’il connaît bien. Le producteur tombe sous le charme de la belle starlette et lui fait signer un contrat de sept ans de 250 dollars par semaine. Il prend en charge les frais pour parachever sa transformation et change son nom de Cansino pour le nom de sa mère, Hayworth, afin de faire plus distingué (avec un y, ce qui la distingue de son oncle, Vinton Haworth, également acteur). Elle apparaît pour la première fois sous son pseudonyme en 1937, dans le film Criminels de l'air (Criminals of the Air) où elle exécute à nouveau des danses espagnoles. Elle tourne ensuite dans une douzaine de films de piètre qualité mais qui lui permettent tout de même d’acquérir plus d'expérience.
Harry Cohn, réputé pour sa vulgarité, est très vite obsédé par la jeune femme qui refuse ses avances. Orson Welles qualifie cette obsession de « fantastique sens de la propriété ». Et Rita Hayworth subit aussi bien une cour empressée que des humiliations répétées, Cohn lui faisant payer chèrement tous ses refus. Il épie toutes ses relations, allant jusqu'à installer des micros dans sa loge pour être au courant de ses faits et gestes, ce qui ne l’empêche pas de renouveler à chaque fois ses contrats.

### La déesse de l'amour

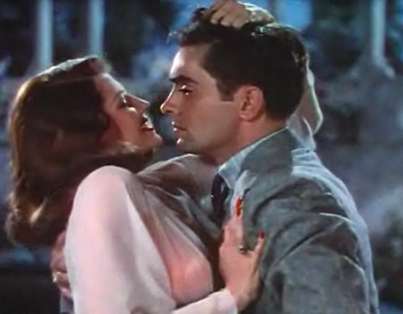
Rita Hayworth et Tyrone Power dans Arènes sanglantes (1941).

Rita Hayworth se fait enfin remarquer dans le film de Howard Hawks Seuls les anges ont des ailes malgré la présence écrasante de ses deux célèbres partenaires, Cary Grant et Jean Arthur, alors la star de la Columbia. Rebutée par la grossièreté de Cohn, Jean Arthur quittera par la suite la Columbia. Ce film est déterminant pour la carrière de Rita Hayworth, mais l’expérience est loin d’être des plus agréables ; elle déclara plus tard : « Ce fut un film difficile pour moi. C’était la première fois que je jouais dans un film « A » important et j’avais vraiment peur. Cary Grant a été charmant et très gentil avec moi. Il m’a dit : « Ne t’inquiète pas, ça va marcher » . »
Effectivement, le film est un succès : les critiques sont enthousiastes et le public masculin aussi, réagissant à chaque apparition de Rita Hayworth. Harry Cohn en prend bonne note. Lui qui n’a jamais réussi à créer une véritable star sous contrat exclusif dans ses studios tient peut-être là un véritable filon. Il commence à s’occuper intensivement d’elle.
Rita Hayworth gagne alors 2 500 dollars par semaine et cette somme sera multipliée par dix au cours des années suivantes. Sa carrière démarre.
Mais Harry Cohn a du mal à trouver des projets pour sa nouvelle vedette et d'autres studios de Hollywood vont également révéler l’actrice. Elle tourne deux séries B pour la Columbia, ainsi qu'un film musical, Musique dans mon cœur, et un film de serial, Blondie on a Budget, basé sur un Comic strip américain.
La Metro-Goldwyn-Mayer est la première des Majors du cinéma à utiliser Rita Hayworth. Le réalisateur George Cukor lui avait fait passer des essais en 1938 pour la comédie Vacances. La jugeant trop immature pour interpréter la sœur de Katharine Hepburn, mais lui reconnaissant un charme indéfinissable, il la recommande deux ans plus tard à la Metro-Goldwyn-Mayer pour un rôle secondaire très glamour dans Suzanne et ses idées avec Joan Crawford. Harry Cohn la « prête » volontiers à la célèbre compagnie. Le public réagit immédiatement, à tel point que la Columbia doit tirer un grand nombre de photos publicitaires pour satisfaire ses admirateurs.

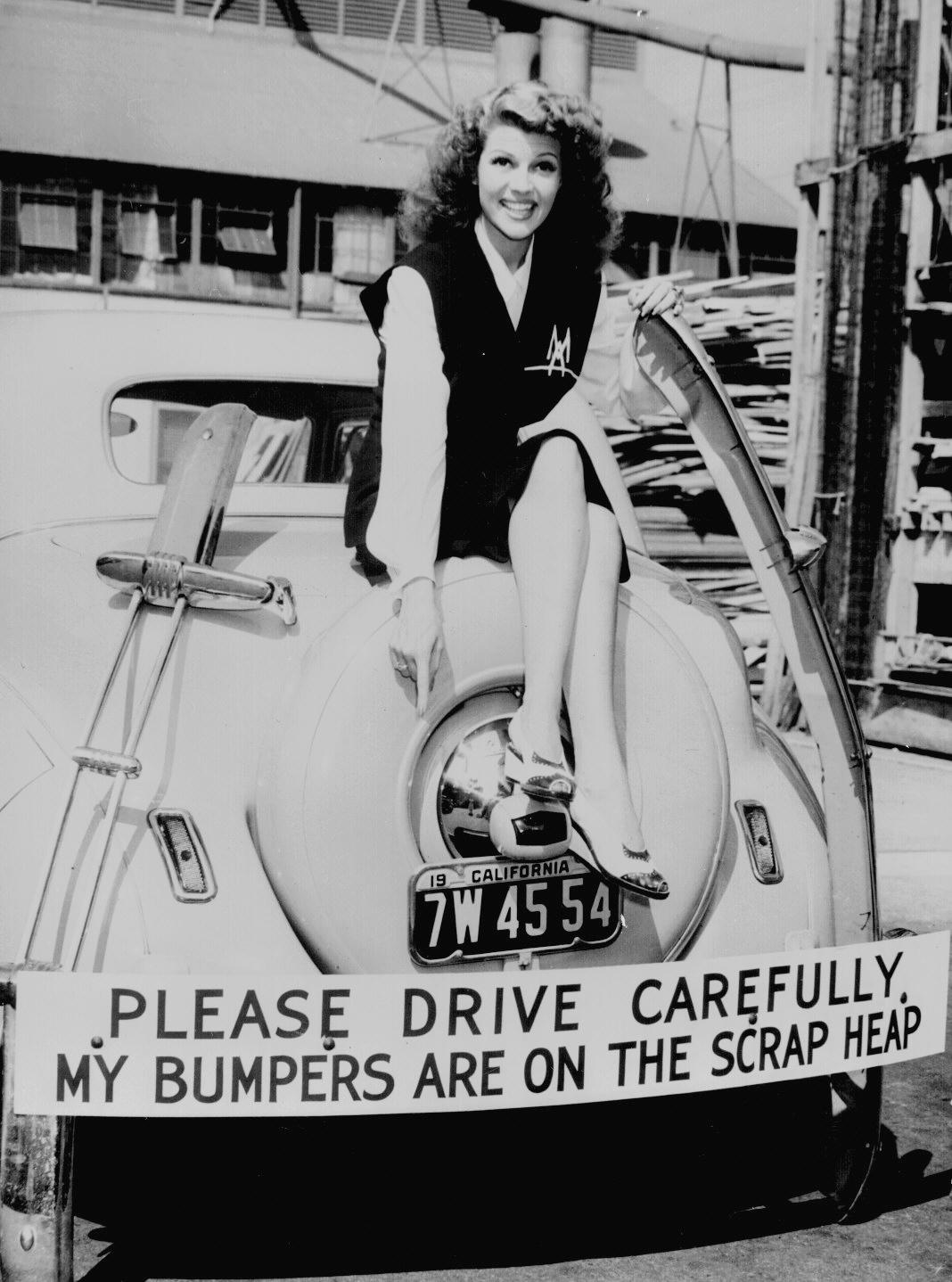
Rita Hayworth en 1942, faisant la promotion de la récupération des déchets métalliques pour soutenir l'effort de guerre américain.

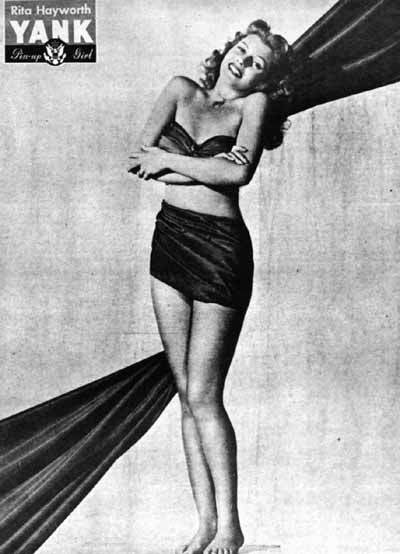
Rita Hayworth, pin-up girl en 1944.

Elle tourne ensuite deux autres films pour la Columbia : un remake du film français Gribouille, The Lady in Question de Charles Vidor (qui deviendra son réalisateur fétiche et avec, pour la première fois, Glenn Ford avec qui elle tournera cinq films) et L'Ange de Broadway, réalisé par le scénariste Ben Hecht.
Harry Cohn est maintenant sûr de la valeur de Rita Hayworth. Ne sachant toujours pas comment l’employer, il continue à la « prêter » à d’autres compagnies plus célèbres. Harry Cohn apprécie de voir son étoile gagner en célébrité : son investissement lui rapporte un pourcentage sur le salaire versé par les autres studios.
Ainsi, une autre des principales compagnies s’intéresse à l’étoile naissante et l’engage pour ses deux prochains films. Ce studio, la Warner Bros. Pictures, produit le nouveau film de James Cagney, La Blonde framboise avec Olivia de Havilland et Ann Sheridan comme interprètes féminines, lorsque éclate un conflit entre Jack Warner, le producteur, et Ann Sheridan qui refuse de faire le film. Le réalisateur du film, Raoul Walsh pense alors à Rita Hayworth qu’il avait remarquée à Agua Caliente, quand elle dansait avec les Cansinos, et dans un film de la Columbia. Il annonce à Jack Warner : « J’ai la fille qu'il vous faut ! »
Fraîche et pétillante, Hayworth va brillamment composer son personnage de séductrice, qui fait craquer James Cagney, époux de la très sérieuse Olivia de Havilland. « Quand le petit dentiste (Cagney) parle d’elle comme de son « idéal », c’est à l’image désormais classique de Rita Hayworth qu’il se réfère : la femme dont les hommes rêvent et sur laquelle ils fantasment », image de séductrice qu'on retrouve dans ses films suivants. Le sex-symbol des années 1940 est né. Le film remporte un vif succès ; un critique du « Times » écrit : « … Rita Hayworth vole toutes les scènes où elle joue avec James Cagney et Olivia de Havilland ; c’est elle qui domine le film. » Rita Hayworth devient une star du jour au lendemain. Le deuxième film de la Warner est une comédie romantique, Ma femme se marie demain (Affectionately Yours) ; la compagnie essaye de racheter le contrat de Rita Hayworth à la Columbia, en vain.
C’est ensuite la 20th Century Fox qui la réclame pour Arènes sanglantes, film en Technicolor, avec Tyrone Power et Linda Darnell. Rouben Mamoulian, le réalisateur, a auditionné plus de trente actrices pour le rôle de Doña Sol mais il finit par exiger de Darryl Zanuck qu’il fasse venir Rita Hayworth au casting. Dès qu’il la voit, fasciné par sa gestuelle sensuelle, il sait que c’est elle. Elle y réalise une magnifique performance et renforce son image de femme fatale. Hermes Pan, célèbre chorégraphe des films de Fred Astaire et Ginger Rogers entre autres, est un artisan de la gestuelle de Rita Hayworth pour ces Arènes sanglantes : bien des scènes sont chorégraphiées avec précision, comme la scène mémorable où l’ensorcelante Doña Sol/Rita Hayworth mime le toréro donnant l’estocade au taureau représenté par Tyrone Power, exprimant tout le désir et la fascination sensuelle qu’elle exerce sur sa proie.
« Les gens l’identifiaient à la fascinante déesse de l’amour, mais elle n’était qu’une petite fille de huit ans. C’était une stupéfiante transformation – ou plutôt un alliage stupéfiant. On ne pouvait pas croire que ces deux êtres étaient une même personne… Elle m’a toujours fait penser à une gitane par sa façon de se comporter. Soudain elle se levait et se mettait à danser. On lui parlait, mais elle ne répondait pas, elle se contentait de danser. Et c’était beau ! » Hermes Pan. Le chorégraphe devient et reste un de ses meilleurs amis.

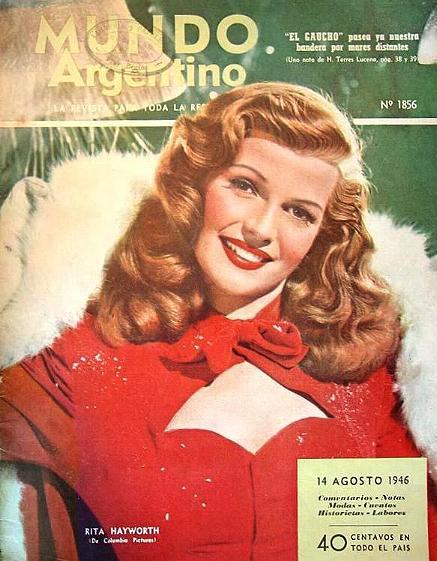
Rita Hayworth en cover girl à la une d'un magazine en 1946.

Rita Hayworth fait maintenant la couverture de tous les magazines et la une des quotidiens et, grâce au film, elle devient une star internationale. Zanuck la réclame encore, persuadé maintenant de son impact auprès du public, pour le film musical Mon amie Sally d’Irving Cummings avec Victor Mature, et pour Six Destins de Julien Duvivier. Désormais, Cohn ne se permet plus de « louer » sa star aux autres studios de production, bien décidé à ne l’employer que pour la Columbia.

### La célèbre photo deLife magazine
En 1941, le photographe Bob Landry prend une photo de Rita Hayworth qui la montre agenouillée sur son propre lit en déshabillé de satin et dentelle noirs. Le cliché fait la couverture du grand magazine Life, et l'actrice obtient alors une popularité considérable auprès des G.I. américains engagés dans la Seconde Guerre mondiale : plus de cinq millions d’exemplaires de cette photo seront tirés. C’est alors le règne des pin-up girls, et Rita Hayworth est, avec Betty Grable, sans doute la plus populaire auprès de ces soldats qui épinglent leurs photos aux murs de leur chambrée durant la guerre. Pour soutenir le moral des troupes, Rita Hayworth participe à l’Hollywood Canteen en dansant au bras des GI’s et visite des bases militaires et des hôpitaux, et fait une immense tournée auprès des soldats (on la voit en particulier en compagnie de Marlene Dietrich).
À la Columbia, l’actrice se remet à la danse pour des comédies musicales comme Musique dans mon cœur ; elle en tourne deux avec Fred Astaire : L'amour vient en dansant et Ô toi ma charmante. L’alchimie entre les deux danseurs est manifeste, et touche le public. Dans ses mémoires, Fred Astaire écrit combien les deux films tournés avec Rita Hayworth « furent de délicieuses expériences » et combien il avait aimé danser avec elle, peut-être même sa partenaire préférée selon l’historien du cinéma Glenn Shipley. « Chacun de ses mouvements épousait les siens, comme jamais avec aucune autre partenaire ». Rita Hayworth considère ces deux tournages comme précieux dans sa carrière : « Fred était venu à la Columbia et m’avait demandée, il savait que j’étais danseuse… Sans lui, je n’aurais jamais joué dans ces deux films ».
C’est en même temps que la sortie du film qu’elle divorce (22 mai 1942) d’un Edward Judson devenu menaçant, violent et d’une jalousie maladive. Les spéculations sur ses amours vont alors bon train. Outre une relation suivie avec son partenaire de Mon amie Sally, Victor Mature, on lui prête des liaisons avec David Niven, Gilbert Roland, Tony Martin et le collectionneur de conquêtes féminines, le milliardaire Howard Hughes.

### L'étoile au firmament

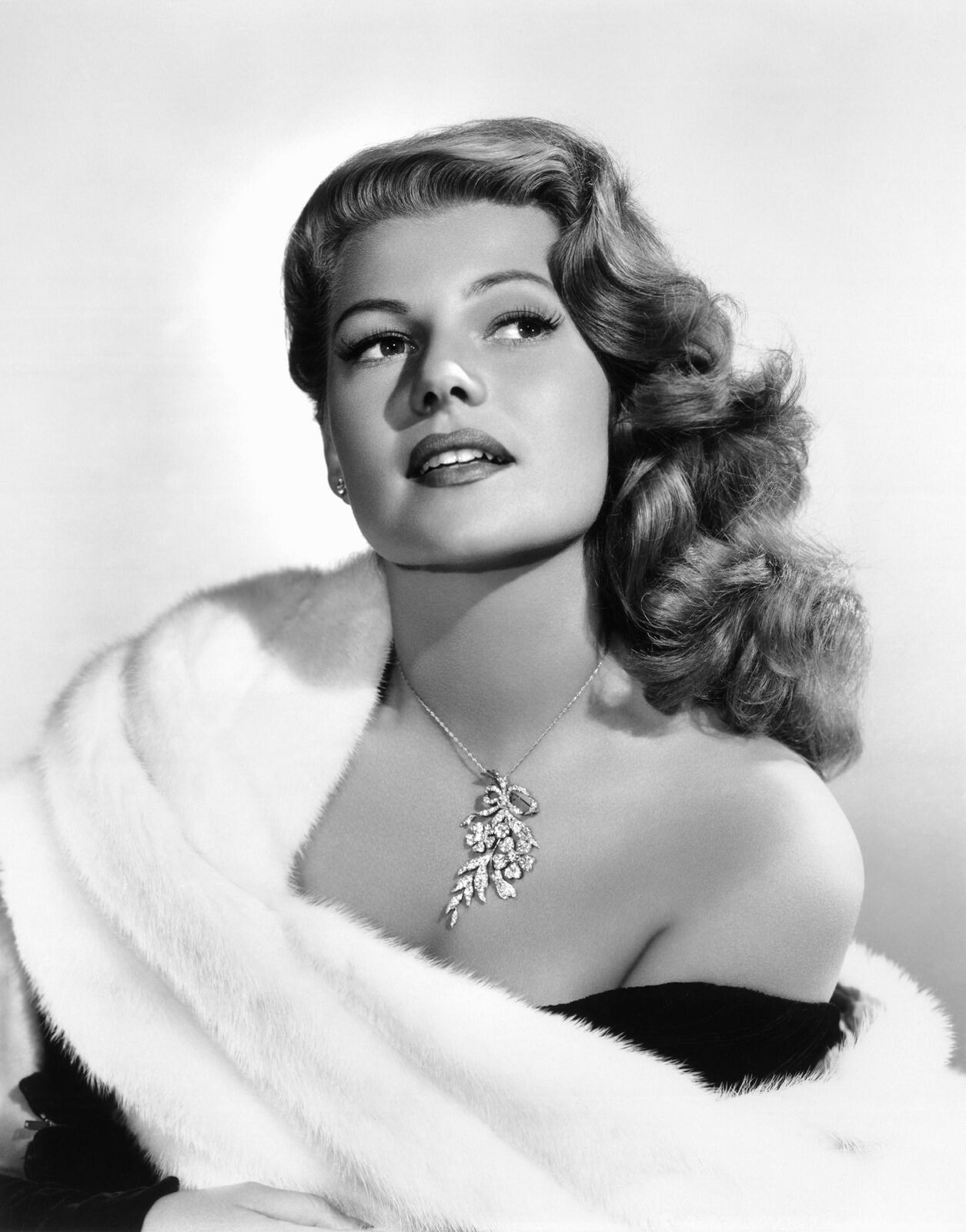
Rita Hayworth en 1948.

#### Orson Welles
Acteur et réalisateur de génie, Orson Welles est fasciné par la célèbre photo de Rita Hayworth parue dans le magazine Life et entreprend de séduire « la plus belle femme des États-Unis ». La star succombe à la passion et à la détermination de Welles : les deux célébrités finissent par se fréquenter assidûment.
Toujours entouré d’une troupe de théâtre composée d’acteurs comme Joseph Cotten ou Agnes Moorehead, Orson, réformé de l’armée, veut participer à l’effort de guerre en montant un spectacle de divertissement, le « Mercury Wonder Show », en produisant des numéros de variétés et de magie sous un chapiteau. Rita Hayworth y participe avec une joie folle, trop heureuse de faire partie d’une « famille », et s’amuse comme une enfant à exécuter auprès d’Orson des tours d’illusionniste. Après quelques représentations de rodage, la première du spectacle doit avoir lieu en août 1943, mais la veille, Harry Cohn interdit à sa star de monter sur scène car il ne supporte pas de la voir dans un spectacle qui pourrait la distraire du film qu’elle est en train de tourner. Rita Hayworth a beau le supplier, son producteur a légalement le droit d’user de ses prérogatives. Contrainte et dépitée, elle se consacre exclusivement au film musical, La Reine de Broadway. Fou d’elle et bouleversé par sa détresse, Orson Welles lui propose le mariage, et c’est à la sauvette et en petit comité qu’a lieu la cérémonie, le 7 septembre 1943.
Rita Hayworth regagne les plateaux pour La Reine de Broadway, avec Gene Kelly pour partenaire et Charles Vidor comme réalisateur. Ce film met en valeur les réelles qualités de danseuse de Rita Hayworth et révèle les talents de chorégraphe de Gene Kelly (et de Stanley Donen), notamment dans le fameux numéro « The alter ego dance » où il danse avec lui-même. À sa sortie en 1944, le film est un triomphe sans précédent qui vaut, cette fois, une renommée mondiale à Rita Hayworth. Elle tourne encore avec succès deux films musicaux, Cette nuit et toujours de Victor Saville (1945) et L'Étoile des étoiles d’Alexander Hall (1947).
Désormais, le public attend son numéro musical, quel que soit le genre de films où elle apparaît. Mais elle n’a pas beaucoup de voix et doit se faire doubler dans ses chansons, notamment par Nan Wynn, Anita Ellis ou Jo Ann Greer - secret que la Columbia garde jalousement.
Boudé par le cinéma et écarté de la guerre, Orson Welles s’investit dans une nouvelle passion, la politique. Dès lors, il participe à des tournées de propagande, ainsi qu’à la campagne de réélection de Franklin Roosevelt. Pour sortir un peu de Hollywood, Rita Hayworth suit son mari sur la côte est lors de ses tournées de campagne.
Lorsque Rita Hayworth, enceinte, doit rejoindre Hollywood pour tourner Cette nuit et toujours, il n'est pas question pour Orson d’interrompre sa campagne. Il continue de plus belle ses tournées politiques, délaissant de plus en plus son épouse,. Après une année d’absence et la naissance de sa première fille, Rebecca, en décembre 1944, Rita Hayworth reprend le chemin des studios et signe pour son prochain film.

#### Gilda

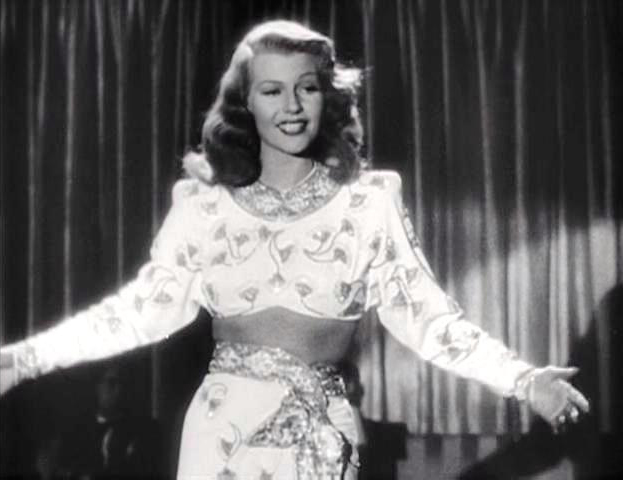
Gilda (1946).

Gilda est un film phare dans la carrière de Rita Hayworth dont l’image marque encore aujourd’hui tous les esprits. Incarnation de la femme fatale et de son extraordinaire fascination érotique, Rita Hayworth atteint son apogée dans ce film noir de Charles Vidor, son réalisateur fétiche. Une alchimie collective de gens pleins de talent va réunir tous les ingrédients pour engendrer la fascination. Dans une scène devenue morceau d’anthologie, le personnage de Gilda, vêtu d’un fourreau de satin noir, retire ses longs gants en chantant l’incendiaire chanson Put the blame on Mame : le dénudement progressif des mains qui suggère un « strip tease » intégral en biaisant la censure du code Hays, reste un des sommets de l’érotisme au cinéma. Avec ce film, Rita Hayworth entre à jamais dans la légende cinématographique.
Le succès est énorme et les retombées sont incroyables. Une expédition enterre au pied de la cordillère des Andes une copie du film destinée à la postérité. On vend un disque sur lequel, à travers un stéthoscope, ont été gravés les battements de cœur de Rita Hayworth.
Le succès est si foudroyant qu’une des premières bombes atomiques larguée en 1946 sur l’atoll de Bikini est baptisée Gilda et porte l’effigie de l’héroïne. Rita Hayworth, profondément choquée par ce funeste hommage, proteste : « Je hais la guerre ; toute cette histoire de bombe me dégoûte profondément. »

#### La Dame de Shanghai
Malgré la naissance de sa fille, le mariage de Rita Hayworth et d’Orson Welles bat de l’aile, sans doute à cause du comportement d’Orson Welles et de la jalousie maladive de Rita Hayworth.

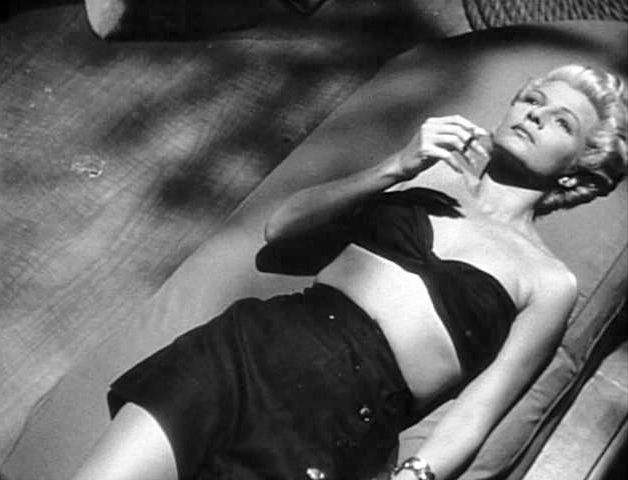
La Dame de Shanghai (1948).

Alors qu’ils sont en instance de divorce, Orson Welles lui offre en guise de cadeau de rupture, son film : La Dame de Shanghai.
Après avoir lu le livre dont le film sera tiré, Rita Hayworth veut jouer le personnage d'Elsa Bannister et démontrer qu’elle est aussi une actrice dramatique. Aux journalistes qui lui demandent pourquoi ce film, elle rétorque : « Je le devais à Orson. » Welles commence le tournage, auquel il a convoqué la presse. Devant seize photographes, il coupe la flamboyante chevelure rousse de la star et la teint en blonde platine pour les besoins du film. Harry Cohn est effrayé après avoir vu le film et quand il voit la transformation de Rita Hayworth, il est furieux et explose : « Oh mon Dieu ! Qu'est-ce que ce bâtard a fait ? » (Oh my God ! What this bastard has done ?). Selon Maurice Bessy, le public pardonne mal également au réalisateur du film « d’avoir démythifié la femme américaine, de l’avoir dénoncée comme un monstre, une mangeuse d’hommes, une mante religieuse qui se révèle criminelle par la pire des passions, l’argent ».
Le film tourne au désastre financier (le budget est de 2 000 000 de dollars), certainement imputable au fait qu’il s’agit d’une œuvre d’auteur et non d’un film spécialement construit autour de la star. Il comporte pourtant des scènes d’anthologie comme l’entrevue d’Elsa Bannister avec Michael O'Hara dans l’aquarium géant, ou celles du parc d’attractions et du théâtre chinois. Le final du film sera une autre séquence d’anthologie : l’extraordinaire scène de massacre dans un labyrinthe de miroirs où Elsa Bannister (Rita Hayworth) agonise au milieu de ses reflets multipliés par les fragments de miroirs tombés sous l'impact des balles.
Certains diront que Welles a voulu ternir l’image et la popularité de son épouse par vengeance mais tout porte à croire qu’il s’agit plutôt d’un règlement de comptes avec le système hollywoodien.
Le divorce est prononcé le 1er décembre 1948.
Après Gilda, un nouveau contrat est signé avec la Columbia qui lui donne une participation aux bénéfices, et les cachets de Rita Hayworth deviennent considérables (400 000 dollars par film). Elle crée la Beckworth Corporation Production (Beckworth : association des noms Becky - diminutif de Rebecca sa fille - et Hayworth) et produira deux films : Les Amours de Carmen avec de nouveau Charles Vidor, et dans lequel elle emploie des membres de sa famille : son père chorégraphe pour les danses espagnoles, son oncle José Cansino avec qui elle danse le flamenco, et son frère Vernon qui joue un soldat, puis L'Affaire de Trinidad de Vincent Sherman.

### Princesse et désillusions

#### Ali Khan

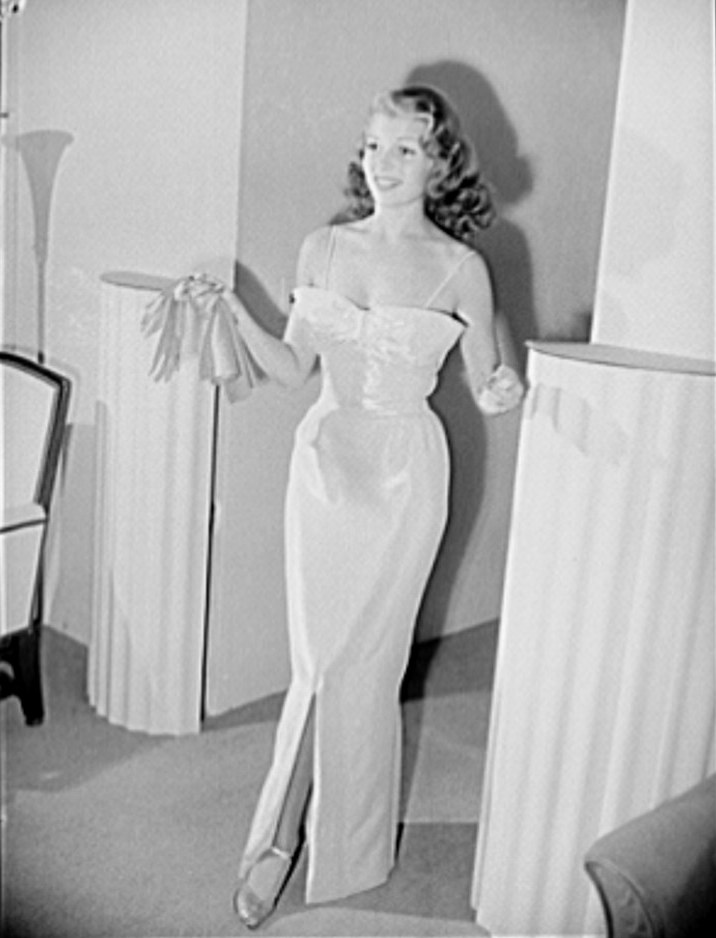
Rita Hayworth en 1941.

En 1948, Rita Hayworth décide de partir quelque temps en Europe loin des lumières de Hollywood, malgré le projet de Harry Cohn de lui faire tourner le western Lona Hanson avec William Holden.

Le 3 juillet, lors d’une fête à Cannes donnée par Elsa Maxwell, célèbre chroniqueuse américaine, Rita Hayworth est présentée au prince Ali Khan. Un an plus tard, le 27 mai 1949, au terme d’une liaison placée sous le feu des tabloïds, Rita Hayworth devient princesse et se marie à Vallauris

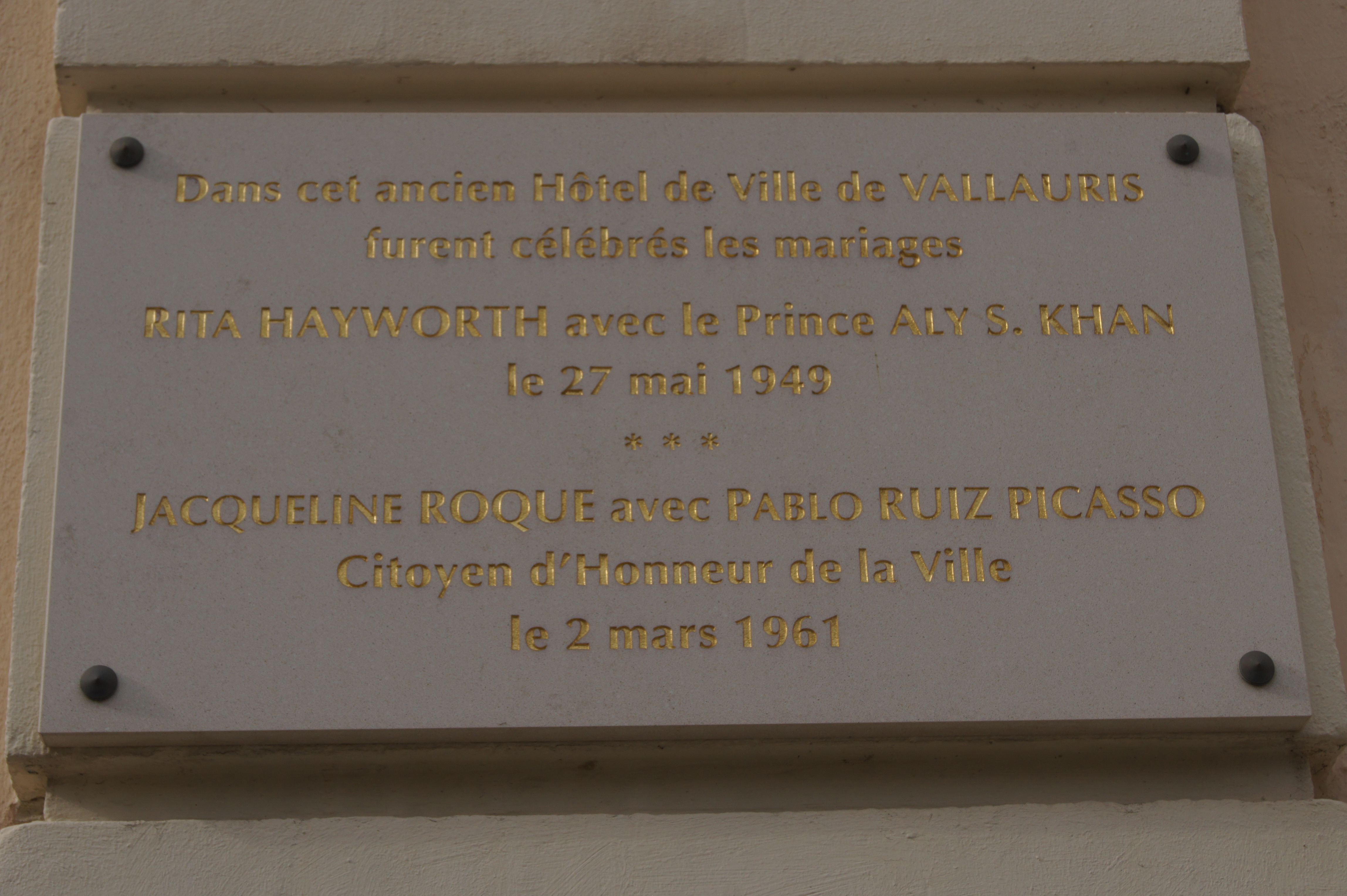
Plaque commémorative du mariage, sur l'ancien Hôtel de Ville de Vallauris.

 (Alpes-Maritimes), au château de l'Horizon, dans un faste purement hollywoodien. Le 28 décembre 1949, la princesse Yasmin Aga Khan, sa deuxième fille, naît de cette union. Rita Hayworth séjourne alors souvent à Cannes au château de l'Horizon, la villa que possède son mari, ainsi qu'à Deauville. Mais le conte de fées est de courte durée. Rita Hayworth, qui voulait fuir Hollywood, retrouve d’autres fastes encore plus contraignants. De plus, elle subit les tendances polygames de son mari, ce qui la blesse profondément. Le couple divorce en 1953.

#### Retour à Hollywood
Rita Hayworth fait un retour triomphal à Hollywood et tourne, en 1952, dans L'Affaire de Trinidad : ce film est lancé comme un nouveau Gilda mais le charme n’opère pas.
Sa popularité étant toujours grande, elle aborde le genre biblique avec Salomé. Le film est d’abord mis en chantier par Orson Welles mais, retardé par le montage d’Othello, Orson cède la réalisation à Rouben Mamoulian. Harry Cohn veut rivaliser avec Samson et Dalila, le péplum biblique de Cecil B. de Mille. L’histoire, d’après la pièce de théâtre d'Oscar Wilde, est complètement remaniée pour en faire un film à la gloire de la star. Le résultat est kitchissime, criblé d’invraisemblances, mais Rita Hayworth reste éblouissante et magnifiquement mise en valeur, jusqu’à la scène qui fera la célébrité du film, celle où elle semble nue lorsqu’elle exécute la danse voluptueuse des « sept voiles ».
Lancé à grand renfort publicitaire, Salomé, d’un budget de 2 000 000 de dollars, va rapporter 4 750 000 dollars.
Toujours aussi sensuelle, Rita Hayworth tourne ensuite La Belle du Pacifique, elle y incarne la prostituée Sadie Thompson, un rôle interprété avant elle par Gloria Swanson et Joan Crawford.

#### Difficultés et quatrième mariage
Les premières années après son retour à Hollywood sont difficiles pour Rita Hayworth. La bataille juridique l'opposant à Ali pour la garde de Yasmin va durer plusieurs années ; des menaces vont peser sur la vie de sa fille, des conflits continuels se prolongeront avec Harry Cohn, des ennuis naîtront avec le Maccarthysme[réf. nécessaire]. Rita Hayworth est soumise à une enquête par le FBI en pleine période du Maccarthysme à cause des activités politiques d’Orson Welles lors de ses campagnes du début des années 1940. Rita Hayworth doit signer une déclaration de non-appartenance au parti communiste. Elles vont être également marquées par un quatrième mariage le 24 septembre 1954 - qui va s’avérer désastreux - avec Dick Haymes, ancien chanteur des orchestres de Benny Goodman et de Jimmy Dorsey. Une fois encore, Rita Hayworth s'en remet complètement à un personnage qui va se révéler aussi trouble que l'était son premier mari, Edward C. Judson, ce qui va jeter sa vie privée dans des imbroglios sans fin avec la presse, dans une frénésie médiatique. Pendant cette période, Rita Hayworth fait racheter ses parts de la société Beckworth par la Columbia et signe un nouveau contrat, qui sera le dernier. Un nouveau film est mis en chantier, qui reprend les ingrédients de Salomé, un récit biblique avec William Dieterle pour Joseph et ses frères. Mais le film capote à la suite du refus de Harry Cohn d’engager Dick Haymes comme interprète principal du film.
Par la suite, elle refuse le rôle de Maria Vargas dans La Comtesse aux pieds nus, qui lui rappelle trop sa vie personnelle, ainsi que le rôle de Karen Holmes dans Tant qu'il y aura des hommes. Un autre projet européen sur la vie de la danseuse Isadora Duncan ne verra pas le jour, Harry Cohn exigeant d’elle, par le biais des tribunaux, qu’elle fasse les deux films qu’elle lui devait encore avant de tourner pour une autre société.
À la suite des disputes continuelles et des violences perpétrées par son mari, Rita Hayworth demande le divorce fin 1955.

#### Cinquième mariage et derniers succès

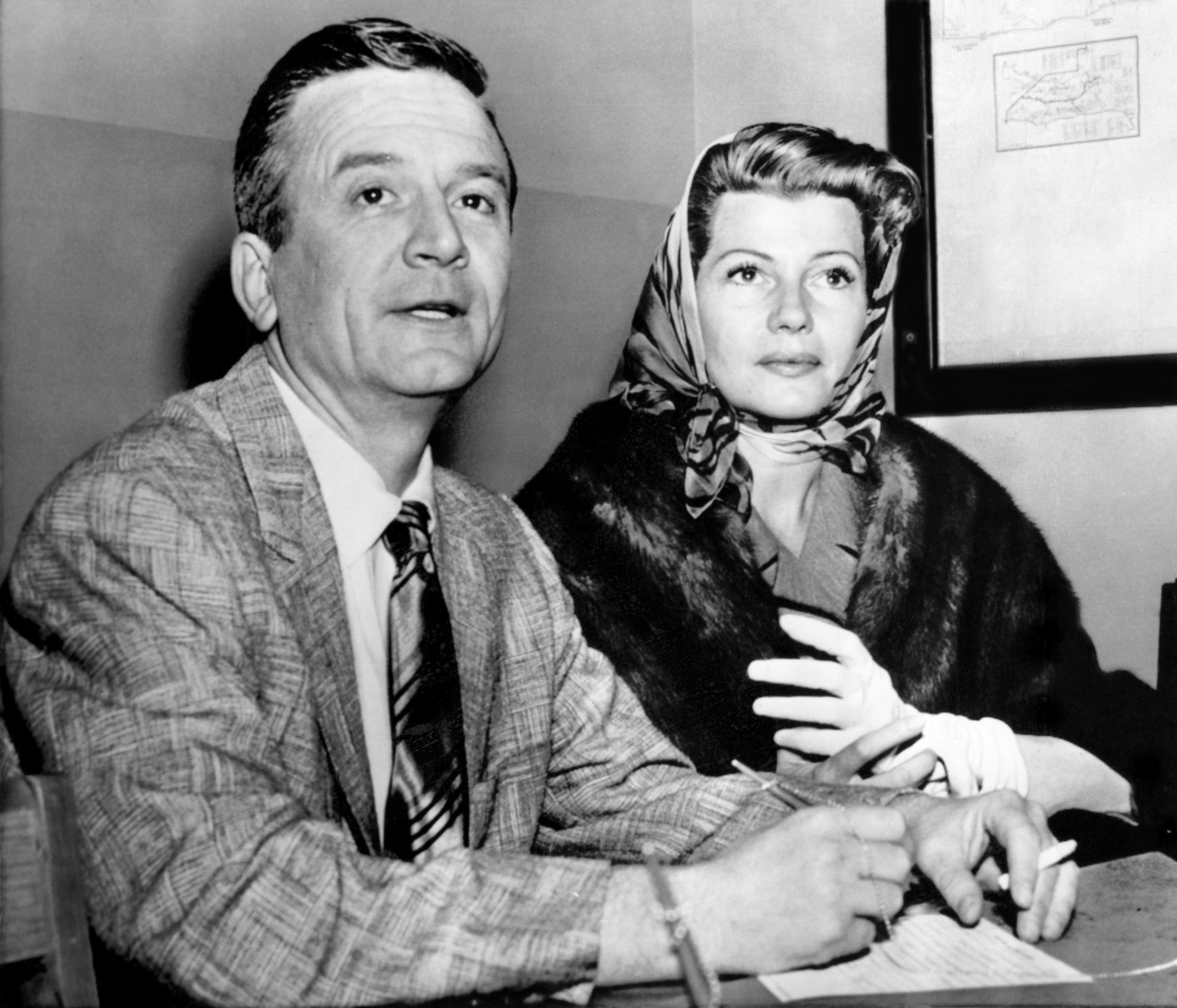
Rita Hayworth avec son cinquième mari James Hill.

Elle retourne à la Columbia en 1957 pour L'Enfer des tropiques avec Robert Mitchum, et remporte encore de grands succès dans d’excellents films comme La Blonde ou la rousse avec Frank Sinatra, son dernier film à la Columbia. Bien qu’elle y interprète le rôle d’une femme mûre, elle sait administrer une belle leçon par son jeu, son rayonnement et ses numéros dansés, à la nouvelle star de la Columbia Kim Novak, nouvelle « pouliche » choisie par Cohn pour remplacer Rita Hayworth dans son « écurie ». Elle est heureuse de passer le flambeau et d’en avoir enfin fini avec Harry Cohn.
En 1958, Rita Hayworth épouse son cinquième mari, James Hill, un producteur rencontré lors du tournage de La Blonde ou la Rousse. Créateur d’une société de production avec Harold Hecht et Burt Lancaster, la Hecht-Hill-Lancaster, Hill propose le rôle d’Ann Shankland à Rita Hayworth pour le film Tables séparées tiré d’une pièce anglaise de Terence Rattigan. Grand succès financier, le film reçoit sept nominations dont deux oscars pour les interprétations de David Niven et Wendy Hiller. Puis Rita Hayworth tourne Ceux de Cordura qui marque sûrement la fin de son mythe de star.
Rita Hayworth divorce très rapidement de James Hill. En 1961, elle déclarait : « James Hill a été le plus calme et le plus solide de mes maris. Même avec lui, cependant, je n'ai jamais pu construire quelque chose. Il me considérait comme l'une de ses entreprises et son affection pour moi n'a jamais été un véritable amour… Toutes ces expériences négatives de vie commune m'ont écœurée. J'ai sans doute en moi également les germes de cette incapacité à vivre normalement. Ou peut-être que tout simplement ma vie a été une longue erreur dont je suis la principale victime. »
La décennie se termine par le drame policier Du sang en première page du dramaturge Clifford Odets.

### Les adieux d'un sex-symbol

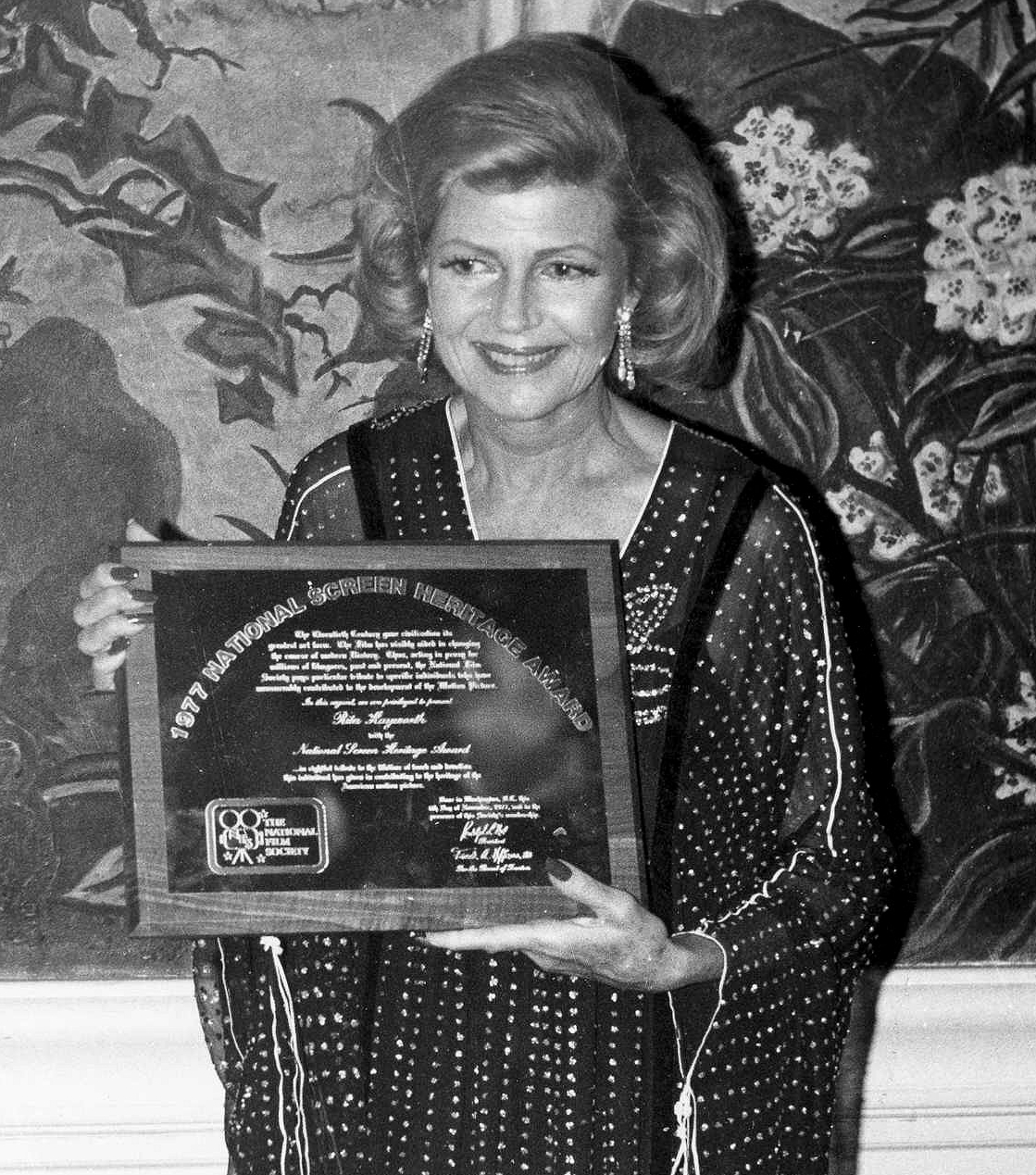
Rita Hayworth en 1977.

Le déclin de Rita Hayworth s'amorce et, au cours des années 1960, sa condition laisse penser qu’elle a sombré dans l’alcool alors que ce sont les premiers symptômes de la maladie qui apparaissent : Rita Hayworth est atteinte de la maladie d'Alzheimer. Maladie mal connue à l’époque, ses sautes d’humeur et ses trous de mémoire sont mis sur le compte de la boisson. En 1962, on lui propose le rôle principal dans la pièce de théâtre Step On A Crack, mais elle abandonne à la suite d'angoisses et d'épuisement nerveux.
Après la comédie Les Joyeux Voleurs de George Marshall, elle fait encore de belles compositions dans la superproduction Le Plus Grand Cirque du monde de Henry Hathaway avec John Wayne, malgré ses difficultés à mémoriser les dialogues. Dans Piège au grisbi de Burt Kennedy, elle retrouve son partenaire et ami Glenn Ford ; et dans Sur la route de Salina de Georges Lautner elle joue le rôle d’une mère infortunée propriétaire d’un bar.
Durant cette période, ses crises empirent dans la totale incompréhension de son entourage. Elle doit reprendre le rôle de Lauren Bacall dans un des plus gros succès de Broadway, Applause, ce qui aurait pu relancer sa carrière, mais elle n’arrive plus du tout à apprendre le texte.
La sachant à court d’argent, Robert Mitchum, son partenaire et ami de L'Enfer des tropiques, la fait engager dans ce qui sera son dernier film, La Colère de Dieu. Elle termine le film tant bien que mal malgré ses abus d’alcool et ses graves problèmes de mémoire.
Elle commence le tournage de Tales That Witness Madness en 1972, mais les symptômes s'aggravant, elle est remplacée par Kim Novak. La rumeur de sa déchéance se répand, c'est la dernière proposition de film qui lui est faite. En 1976, elle est prise d’une crise de démence en plein vol et photographiée à Londres à sa sortie de l’avion, l’air complètement hagard. En 1980, un médecin diagnostique chez la star la maladie d'Alzheimer. En 1981, elle est placée sous la tutelle de sa fille Yasmina Khan, devenue princesse elle aussi et qui deviendra l'une des plus efficaces porte-parole de l’Association pour la défense des personnes atteintes de la maladie d'Alzheimer ; elle organisera au nom de sa mère des galas pour récolter des fonds.
Le 14 mai 1987, Rita Hayworth s’éteint à New York. Elle est inhumée au cimetière Holy Cross Cemetery (Culver City), dans le faubourg de Los Angeles. 

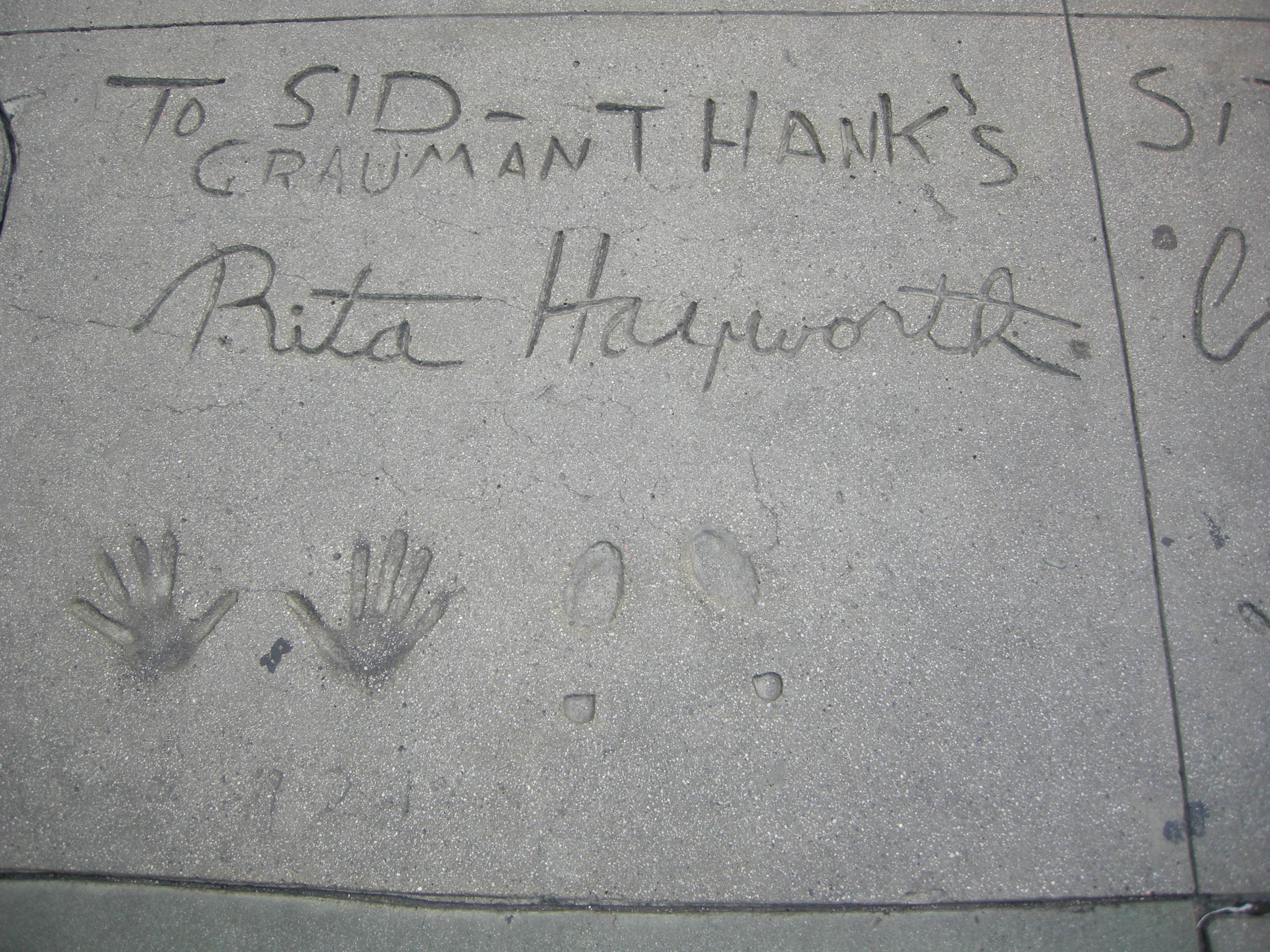
Empreintes de Rita Hayworth sur le parvis du Grauman's Chinese Theatre à Hollywood.

Elle a laissé ses empreintes dans le ciment du Grauman's Chinese Theatre et elle possède son étoile sur le Hollywood Walk of Fame (trottoir des célébrités) au 1945, Vine Street.

## Citations
Ils ont dit :
- « J'ai toujours été utilisée et manipulée par les hommes », dira un jour Rita Hayworth. « Le premier qui m'ait exploitée était mon père ! Il savait que de m'exhiber à ses côtés ne pouvait que plaire au public. Il savait que cela lui rapporterait un peu plus d'argent. Et nous en avions besoin ! »[10]
- Au sujet de l'image érotique qui lui collera à la peau toute sa vie : « Les hommes s’endorment avec Gilda et se réveillent avec moi », constate-t-elle amèrement.
- « Plus qu'une femme, Rita Hayworth est l'une des incarnations de notre principal mythe national. Elle est la Déesse de l'amour », selon le magazine américain Life[52].
- De Rita Hayworth, Orson Welles disait : « Peut-être vivrai-je si longtemps que je finirai par l’oublier. »[53]

## Filmographie

### En tant qu'actrice

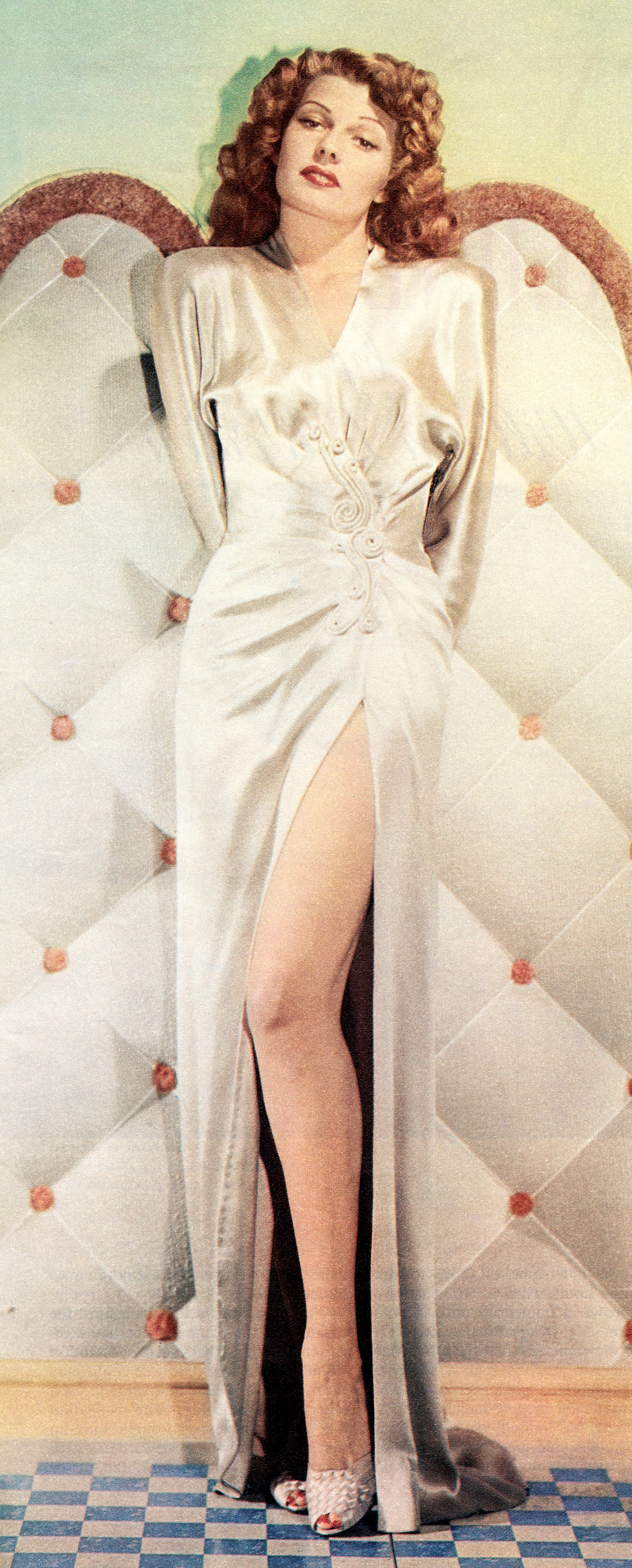
Rita Hayworth en 1942.

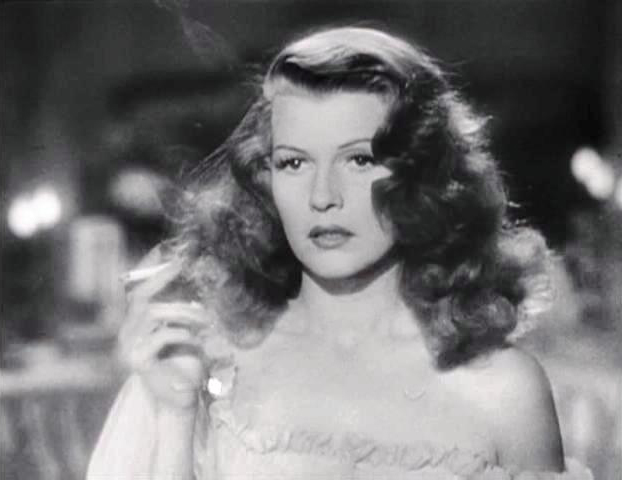
Gilda (1946).

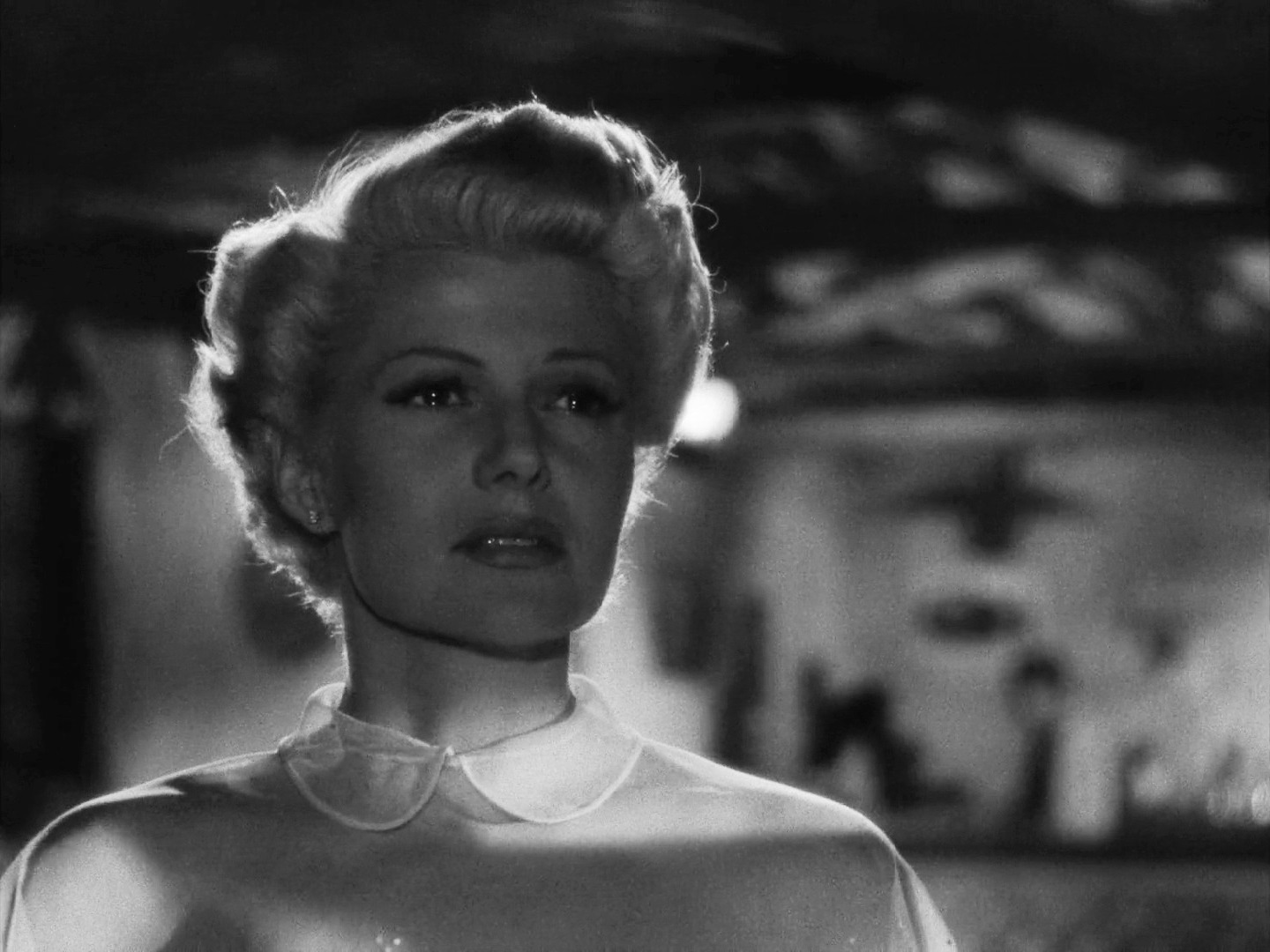
La Dame de Shanghai (1948).

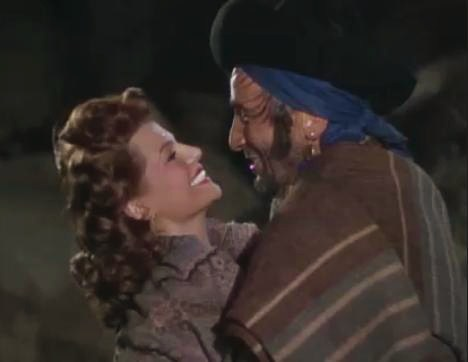
Rita Hayworth et Joseph Buloff dans Les Amours de Carmen (1948).

#### Années 1930
- 1934 : Cruz Diablo de Fernando de Fuentes : Extra (non créditée)
- 1935 : Les Nuits de la pampa (Under the Pampas Moon) de James Tinling : Carmen
- 1935 : Charlie Chan en Égypte (Charlie Chan in Egypt) de Louis King : Nayda
- 1935 : L'Enfer (Dantes Inferno) de Harry Lachmann : Une danseuse
- 1935 : Hi, Gaucho! de Thomas Atkins : Dolores (non créditée)
- 1935 : Professional Soldier de Tay Garnett : Danseuse gitane (non créditée)
- 1935 : Paddy O'Day de Lewis Seiler : Tamara Petrovitch
- 1936 : Cargaison humaine (Human Cargo) d'Allan Dwan  : Carmen
- 1936 : Le Danseur pirate (Dancing Pirate) de Lloyd Corrigan : Une danseuse (non créditée)
- 1936 : Meet Nero Wolfe de Herbert Biberman : Maria Maringola
- 1936 : Rebellion de Lynn Shores (en) : Paula Castillo
- 1937 : Old Louisiana d'Irvin V. Willat : Angela Gonzales
- 1937 : Hit the Saddle de Mack V. Wright : Rita
- 1937 : Trouble in Texas de Robert N. Bradbury : Carmen Serano
- 1937 : Criminels de l'air (Criminals of the air) de Charles C. Coleman : Rita
- 1937 : Girls Can Play de Lambert Hillyer : Sue Collins
- 1937 : The Game That Kills de D. Ross Lederman : Betty Holland
- 1937 : Paid to Dance de Charles C. Coleman : Betty Morgan
- 1937 : Le Fantôme du cirque (The Shadow) de Charles C. Coleman : Marie Gillespie
- 1938 : Who Killed Gail Preston? (en) de Leon Barsha : Gail Preston
- 1938 : Special inspector de Leon Barsha : Patricia Lane
- 1938 : Miss Catastrophe (There's Always a Woman) d'Alexander Hall : Mary
- 1938 : Convicted de Leon Barsha : Jerry Wheeler
- 1938 : Juvenile Court de D. Ross Lederman : Marcia Adams
- 1938 : The Renegade Ranger (Police montée) de David Howard : Judith Alvarez
- 1939 : Homicide Bureau de Charles C. Coleman : J.G. Bliss
- 1939 : L'Empreinte du loup solitaire (The Lone Wolf Spy Hunt) de Peter Godfrey : Karen
- 1939 : Seuls les anges ont des ailes (Only Angels Have Wings) de Howard Hawks : Judy McPherson

#### Années 1940
- 1940 : Musique dans mon cœur (Music in My Heart) de Joseph Santley : Patricia Patsy O'Malley
- 1940 : Blondie on a Budget de Frank R. Strayer : Patricia Patsy O'Malley
- 1940 : Suzanne et ses idées (Susan and God) de George Cukor : Leonora Stubbs
- 1940 : The Lady in Question de Charles Vidor : Natalie Roguin
- 1940 : L'Ange de Broadway (Angels Over Broadway) de Ben Hecht et Lee Garmes : Nina Barone
- 1941 : La Blonde framboise (The Strawberry Blonde) de Raoul Walsh : Virginia Brush
- 1941 : Ma femme se marie demain (Affectionately Yours) de Lloyd Bacon : Irene Malcolm
- 1941 : Arènes sanglantes (Blood and Sand) de Rouben Mamoulian : Dona Sol des Muire
- 1941 : L'Amour vient en dansant (You'll Never Get Rich) de Sidney Lanfield : Sheila Winthrop
- 1942 : Mon amie Sally (My Gal Sal) d'Irving Cummings : Sally Elliot
- 1942 : Six Destins (Tales of Manhattan) de Julien Duvivier : Ethel Halloway
- 1942 : Ô toi ma charmante (You Were Never Lovelier) de William A. Seiter : Maria Acuña
- 1944 : La Reine de Broadway (Cover Girl) de Charles Vidor : Rusty Parker
- 1945 : Cette nuit et toujours (Tonight and Every Night) de Victor Saville : Rosalind Bruce
- 1946 : Gilda, film de Charles Vidor : Gilda Mundson Farell
- 1947 : L'Étoile des étoiles (Down to Earth) d'Alexander Hall : Kitty Pendelton/Terpsichore
- 1948 : La Dame de Shanghai (The Lady From Shanghai) d'Orson Welles : Elsa « Rosalie » Bannister
- 1948 : Les Amours de Carmen (The Loves of Carmen) de Charles Vidor : Carmen Garcia

#### Années 1950
- 1952 : Champagne safari de Jackson Leighter - Documentaire
- 1952 : L'Affaire de Trinidad (Affair of Trinidad) de Vincent Sherman : Chris Emery
- 1953 : Salomé (Salome) de William Dieterle : Princesse Salomé
- 1953 : La Belle du Pacifique (Miss Sadie Thompson) de Curtis Bernhardt : Sadie Thompson
- 1957 : L'Enfer des tropiques (Fire Down Bellow) de Robert Parrish : Irena
- 1957 : La Blonde ou la Rousse (Pal Joey) de George Sidney : Vera Simpson
- 1959 : Tables séparées (Separate Tables) de Delbert Mann : Ann Shankland
- 1959 : Ceux de Cordura (They Came to Cordura) de Robert Rossen : Adelaide Geary
- 1959 : Du sang en première page (The Story on Page One) de Clifford Odets : Josephine « Jo » Brown Morris

#### Années 1960
- 1961 : Les Joyeux Voleurs (The Happy Thieves) de George Marshall : Eve Lewis
- 1964 : Le Plus Grand Cirque du monde (Circus World) de Henry Hathaway : Lili Alfredo
- 1965 : Piège au grisbi (The Money Trap) de Burt Kennedy : Rosalie Kelly
- 1966 : Opération Opium (The Poppy Is Also a Flower) de Terence Young : Monique Markos
- 1967 : Peyrol le boucanier (The Rover) de Terence Young : Aunt Caterina
- 1969 : Le Bâtard (I Bastardi) de Duccio Tessari : Martha

#### Années 1970
- 1970 : Sur la route de Salina (Road to Salina) de Georges Lautner : Mara
- 1971 : The Naked Zoo de William Grefe : Mrs Golden
- 1972 : La Colère de Dieu (The Wrath of God) de Ralph Nelson : Senora de la Plata

### En tant que productrice
- 1948 : Les Amours de Carmen (The Loves of Carmen), film de Charles Vidor
- 1952 : L'Affaire de Trinidad (Affair in Trinidad), film de Vincent Sherman
- 1953 : Salomé (Salome), film de William Dieterle
- 1961 : Les Joyeux Voleurs (The Happy Thieves) de George Marshall

## Voix chantées
Dans certains de ses films, Rita Hayworth a été doublé pour les parties chantées de ses personnages.
- Nan Wynn dans :
  - 1942 : Mon amie Sally
  - 1942 : Ô toi ma charmante

- Martha Mears dans :
  - 1944 : La Reine de Broadway
  - 1945 : Cette nuit et toujours

- Anita Ellis dans : 
  - 1946 : Gilda
  - 1947 : L'Étoile des étoiles
  - 1948 : La Dame de Shanghaï

- Jo Ann Gree dans :
  - 1957 : La Blonde ou la Rousse

## Voix françaises
Certaines voix n'ont pas encore été identifiées.
- Raymonde Devarennes dans : 
  - 1946 : Gilda (voix parlée)
  - 1947 : L'Étoile des étoiles (1er doublage, voix parlée)
  - 1948 : La Dame de Shanghai (voix parlée)

- Colette Mars dans :
  - 1947 : L'Étoile des étoiles (1er doublage, voix chantée)
  - 1948 : La Dame de Shanghai (voix chantée)

- Claire Guibert dans :
  - 1948 : Les Amours de Carmen
  - 1952 : L'Affaire de Trinidad
  - 1953 : Salomé
  - 1953 : La Belle du Pacifique
  - 1957 : L'Enfer des tropiques
  - 1967 : Peyrol le boucanier

- Danièle Roy dans :
  - 1957 : La Blonde ou la Rousse (voix parlée)
  - 1958 : Tables séparées

- Paule Emanuele dans :
  - 1966 : Piège au grisbi
  - 1966 : Opération Opium
  - 1972 : La Colère de Dieu

- Danièle Douet dans :
  - 1940 : L'Ange de Broadway
  - 1941 : L'amour vient en dansant (2éme doublage)
  - 1945 : Cette nuit et toujours (2éme doublage)
  - 1947 : L'Étoile des étoiles (2éme doublage)

### Et aussi
- 1941 : Arènes sanglantes : Madeleine Briny
- 1941 : L'amour vient en dansant : Christiane Regnault (1er doublage)
- 1944 : La Reine de Broadway : Françoise Gaudray
- 1946 : Gilda : Louise Étienne (voix chantée)
- 1957 : La Blonde ou la Rousse : Anne Germain (voix chantée)
- 1959 : Ceux de Cordura : Denise Roy
- 1964 : Le Plus Grand Cirque du monde : Nathalie Nerval
- 1970 : La Route de Salina : Anouk Ferjac

## Documentaires télévisés
Le 8 novembre 2020, la chaîne de télévision OCS propose un documentaire intitulé Rita Hayworth, la création d'un sex-symbol, réalisé par les sœurs Kuperberg. En mars 2021, à l'occasion de la journée des droits des femmes, la chaîne Arte propose plusieurs documentaires consacrés à des stars d'Hollywood, dont un retraçant la vie de Rita. Ce documentaire de moins d'une heure s'intitule Rita Hayworth, gloire et blessures. Il y évoque notamment la fragilité de l'actrice, ainsi que son courage face aux difficultés du métier.